# Communauté de communes des Vosges du Sud
La communauté de communes des Vosges du Sud est une communauté de communes française située dans le département du Territoire de Belfort, en Franche-Comté, dans la région administrative Bourgogne-Franche-Comté.

## Histoire
La communauté de communes des Vosges du Sud est créée le 1er janvier 2017 par la fusion de la communauté de communes la Haute Savoureuse et de la communauté de communes du Pays Sous Vosgien.
Le site du Massif vosgien, inscrit au titre de la loi du 2 mai 1930, regroupe 14 Schéma de cohérence territoriale (SCOT) qui ont tout ou partie de leur territoire sur le périmètre du massif des Vosges.
L'histoire locale, relative aux communes et à leur population, est détaillée chaque année au sein de la revue La Vôge depuis 1988.

## Composition
La communauté de communes est composée des 22 communes suivantes :

| Nom                       | Code Insee | Gentilé       | Superficie (km2) | Population (dernière pop. légale) | Densité (hab./km2) |
| ------------------------- | ---------- | ------------- | ---------------- | --------------------------------- | ------------------ |
| Étueffont (siège)         | 90041      | Taffions      | 12,53            | 1 395 (2022)                      | 111                |
| Anjoutey                  | 90003      | Anjoutinois   | 7,69             | 598 (2022)                        | 78                 |
| Auxelles-Bas              | 90005      | Trissous      | 9,41             | 422 (2022)                        | 45                 |
| Auxelles-Haut             | 90006      | Quichelots    | 6,48             | 287 (2022)                        | 44                 |
| Bourg-sous-Châtelet       | 90016      |               | 0,84             | 120 (2022)                        | 143                |
| Chaux                     | 90023      | Chauxois      | 9,26             | 1 181 (2022)                      | 128                |
| Felon                     | 90044      | Felonais      | 4,11             | 228 (2022)                        | 55                 |
| Giromagny                 | 90052      | Giromagniens  | 5,65             | 2 897 (2022)                      | 513                |
| Grosmagny                 | 90054      | Grosmagniens  | 9,46             | 551 (2022)                        | 58                 |
| Lachapelle-sous-Chaux     | 90057      | Chapelottis   | 11,16            | 748 (2022)                        | 67                 |
| Lachapelle-sous-Rougemont | 90058      | Chapelons     | 4,89             | 554 (2022)                        | 113                |
| Lamadeleine-Val-des-Anges | 90061      | Modeleinas    | 6,52             | 49 (2022)                         | 7,5                |
| Lepuix                    | 90065      | Motieux       | 29,69            | 1 113 (2022)                      | 37                 |
| Leval                     | 90066      | Levallois     | 6                | 248 (2022)                        | 41                 |
| Petitefontaine            | 90078      |               | 3,13             | 192 (2022)                        | 61                 |
| Petitmagny                | 90079      | Bonboillots   | 2,2              | 323 (2022)                        | 147                |
| Riervescemont             | 90085      | Rosemontois   | 8,52             | 86 (2022)                         | 10                 |
| Romagny-sous-Rougemont    | 90086      |               | 2,47             | 214 (2022)                        | 87                 |
| Rougegoutte               | 90088      | Rougegouttois | 8,07             | 988 (2022)                        | 122                |
| Rougemont-le-Château      | 90089      | Rougemontois  | 16,64            | 1 481 (2022)                      | 89                 |
| Saint-Germain-le-Châtelet | 90091      | Sangerminois  | 3,36             | 664 (2022)                        | 198                |
| Vescemont                 | 90102      | Vescemontois  | 7,05             | 707 (2022)                        | 100                |

## Démographie
| 1968   | 1975   | 1982   | 1990   | 1999   | 2006   | 2011   | 2016   | 2022   |
| ------ | ------ | ------ | ------ | ------ | ------ | ------ | ------ | ------ |
| 11 705 | 12 312 | 13 002 | 13 473 | 14 215 | 15 095 | 15 234 | 15 438 | 15 046 |

## Administration
| Période         | Période      | Identité             | Étiquette | Qualité                                          |
| --------------- | ------------ | -------------------- | --------- | ------------------------------------------------ |
| 25 janvier 2017 | 13 mars 2017 | Daniel Roth          | DVG       | Maire de Lepuix (depuis 2008)                    |
| 14 mars 2017    | En cours     | Jean-Luc Anderhueber | SE        | Maire de Saint-Germain-le-Châtelet (depuis 2014) |

### Conseillers
Le conseil communautaire de la communauté de communes se compose de 42 conseillers pour la mandature 2020-2026, répartis comme suit :
| Nombre de conseillers | Communes |
| --------------------- | --- |
| 7                     | Giromagny |
| 3                     | Étueffont, Rougemont-le-Château |
| 2                     | Anjoutey, Auxelles-Bas, Chaux, Grosmagny, Lachapelle-sous-Chaux, Lachapelle-sous-Rougemont, Lepuix, Rougegoutte, Saint-Germain-le-Châtelet, Vescemont |
| 1                     | Les 9 communes restantes |

## Identité visuelle

Evolution du logo.